# フリードリヒ・ルートヴィヒ (ホーエンローエ＝インゲルフィンゲン侯)
フリードリヒ・ルートヴィヒ・フュルスト・ツー・ホーエンローエ＝インゲルフィンゲン侯爵（ドイツ語: Friedrich Ludwig Fürst zu Hohenlohe-Ingelfingen、1746年1月31日 - 1818年2月15日）は、プロイセン王国の軍人。最終階級は陸軍大将。フランス革命戦争やナポレオン戦争では最高指揮官を務めた。

## 経歴
ルートヴィヒは、1746年1月31日に初代ホーエンローエ＝インゲルフィンゲン帝国伯ハインリヒ・アウグストの長男として生まれた。陸軍元帥である父の影響で、彼は少年時代から軍隊に関係を持っていた。七年戦争の終盤には従軍もしている。パリ条約締結後、正式にプロイセン王国陸軍へ入隊した。
ルートヴィヒは成績が良く、陸軍入隊後短期間で少佐に昇進した。その後、1775年には中佐に昇進している。1778年に彼はバイエルン継承戦争へ従軍し、大佐へ昇進。プロイセン国王フリードリヒ2世が死去する直前には少将へ昇進し、部隊の参謀に就任するなど、着々と階級を上げた。数年間ブレスラウの駐屯地に務めた後、1791年ベルリンの知事に就いた。
隣国フランスで起きたフランス革命の影響により、プロイセンはオーストリア帝国やグレートブリテン王国、ネーデルラント連邦共和国などとともに第一次対仏大同盟を結成。ルートヴィヒは対仏大同盟軍の指揮官となった。1794年、ライン川に迫ったフランス革命軍に対し、彼は部隊を率いて応戦した。特に9月20日の第三次カイザースラウテルンの戦いで奮戦し、彼の名は一気に上がった。
これを機に、ルートヴィヒはプロイセン軍内で最も人気のある軍人となった。ゲプハルト・レベレヒト・フォン・ブリュッヘルは、彼はプロイセン軍内での誇り高い指揮官であると記している。正式に父の跡を継ぎホーエンローエ＝インゲルフィンゲン家の当主となった彼は、フォン・ホイム伯爵の娘と結婚し、領地を拡大させた。
ナポレオン・ボナパルトがフランスで絶対的な権力を握ると、第三次対仏大同盟が崩壊し、フランス隣国による包囲網は無効となった。当時のプロイセン国王フリードリヒ・ヴィルヘルム3世はこれ以上のフランスへの介入に消極的であったが、プロイセン王子ルイ・フェルディナント・フォン・プロイセンはナポレオンに激しく反発し、国王に開戦を迫った。ルイ・フェルディナントはルートヴィヒに命じ、陸軍内の反ナポレオン派である左翼をまとめさせた。最終的に国王はフランスとの開戦を決意し、第四次対仏大同盟が結成された。最初にライン諸邦に分散しているナポレオン軍の撃破を目論んだプロイセン軍であったが、最高指揮官を巡り、彼とカール・ヴィルヘルム・フェルディナントとの対立が深まったため効果的な結果は得られなかった。これが敗因となり、イエナ・アウエルシュタットの戦いで彼の部隊は壊滅的な打撃を受けることになる。
ルートヴィヒはプロイセンへ退き、エアフルト付近でなんとか部隊の再結集を図った。しかし、追撃するジョアシャン・ミュラ率いるナポレオン軍に追いつかれ、プレンツラウ付近で部隊は捕らえられた。1806年10月28日の朝、彼はフランス側から突き付けられた条件を蹴り、降伏を拒んだ。これによってプレンツラウの戦いが勃発した。だが、ミュラの軍10万がルートヴィヒの軍1万を完全に取り囲んだという情報がもたらされると、これ以上の戦闘は不可能と判断し、彼はフランスに降伏した。しかし、この情報はミュラの参謀長が流した嘘であり、実際にはミュラの軍は1万2千ほどしかおらず、彼の軍は取り囲まれてなどいなかった。
この後も、パーゼヴァルク陥落やシュテティーン陥落、マクデブルク包囲戦の敗北などが続き、ルートヴィヒの評価は地に落ちた。その後、2年ほどフランスの捕虜として過ごしている。
ルートヴィヒが治めるインゲルフィンゲンを中心とした一帯は、帝国代表者であるヴュルテンベルク国王の統治を受けることとなった。彼はそれを拒み、1806年8月、息子アドルフ・ツー・ホーエンローエ＝インゲルフィンゲンに侯爵位を継がせない決断をした。また、後に彼自身も財産を放棄しているので、ホーエンローエ＝インゲルフィンゲン侯は彼の代で途切れることとなる。
1818年2月15日、プロイセン王国上シレジアで死去。